# Philoria
Philoria es un género de anfibios anuros de la familia Limnodynastidae que se distribuye por el este y al sur de Australia. 

## Especies
Se reconocen siete especies:
- Philoria frosti (Spencer, 1901)
- Philoria kundagungan (Ingram & Curvan, 1975)
- Philoria loveridgei (Parker, 1940)
- Philoria knowlesi
- Philoria pughi (Knowles, Mahony, Armsrong & Donnellan, 2004)
- Philoria richmondensis (Knowles, Mahony, Armsrong & Donnellan, 2004)
- Philoria sphagnicolus (Moore, 1958)